# The Madcap (film, 1913)
Pour les articles homonymes, voir The Madcap.
Pour plus de détails, voir Fiche technique et Distribution.
The Madcap est un film muet américain réalisé par Burton L. King et sorti en 1913.

## Fiche technique
- Titre : The Madcap
- Réalisation : Burton L. King
- Scénario :
- Producteur : Thomas H. Ince
- Société de production : Broncho Film Company
- Société de distribution : Mutual Film
- Pays de production :  États-Unis
- Langue : Anglais
- Métrage : 600 m
- Format : Noir et blanc — 35 mm — 1,33:1 — Muet
- Genre : Film dramatique
- Durée : 20 minutes
- Date de sortie : 
  - États-Unis : 27 août 1913

## Distribution
- Marguerite Clayton : Ethel Brandon
- Jack Conway : John
- Harry Keenan : Tom